# Орєшніков Олексій Васильович
Орєшніков Олексій Васильович (09(21).09.1855—03.04.1933) — нумізмат, сфрагіст і геральдист, член-кореспондент АН СРСР (з 1928). Народився в м. Москва в купецькій родині. Систематичної освіти Орєшніков не одержав, навчався самотужки і став одним із найосвіченіших людей свого часу. З дня заснування Історичного музею в Москві 1883 і до останніх днів працював у ньому на посадах наукового співробітника, завідувача фондів і завідувача відділу нумізматики. Автор більше 130 наукових праць. Поділяв свої інтереси поміж античною й давньоруською нумізматикою. Досліджував монети і грошовий обіг античних держав Північного Причорномор'я, давньоруські монети кінця 10 — поч. 11 ст., печатки і родові знаки Рюриковичів, а також медалі. Орєшніков розглядав нумізматику як галузь джерелознавства, залучав до нумізматичних досліджень писемні й археологічні джерела, що було новаторством у кінці 19 ст.
Помер у м. Москва.
Праці Орєшнікова зберегли наукове значення до наших днів.